# Io e te (romanzo)
Io e te è un romanzo breve di Niccolò Ammaniti, pubblicato nell'ottobre del 2010. 
Nel 2012 dal libro è stato tratto l'omonimo film diretto da Bernardo Bertolucci.

## Trama
(Niccolò Ammaniti, Io e te)
Roma, 2000. Il protagonista della storia è Lorenzo, un ragazzo di 14 anni molto introverso che fin da piccolo ha avuto problemi a socializzare con gli altri bambini. Preoccupata per questo suo comportamento anomalo, la madre lo costringe ad andare da uno psicologo, che gli diagnostica un disturbo narcisistico della personalità; a detta dello psicologo, Lorenzo si sente superiore agli altri e non vuole mischiarsi alla massa, tanto che le uniche persone degne del suo affetto sono suo padre, sua madre e la nonna.
Crescendo, Lorenzo impara a confondersi tra gli altri per apparire normale. Un giorno sente chiacchierare un gruppetto di ragazzi che stanno organizzando una settimana bianca a Cortina d'Ampezzo, rimanendo dispiaciuto visto che non è stato invitato. Arrivato a casa, mente alla madre dicendole di essere stato invitato alla settimana bianca da un gruppo di ragazzi, suoi amici. La donna per la contentezza si chiude nel bagno per non essere vista da Lorenzo e inizia a piangere di gioia, ma il ragazzo se ne accorge lo stesso, e nei giorni seguenti la madre è così eccitata all'idea della gita in programma che Lorenzo non riesce a confessarle di aver mentito. Finalmente il giorno della partenza arriva e il ragazzo vestito per andare in montagna con la sua tuta e i doposci si fa accompagnare dalla madre fino a qualche incrocio prima del posto nel quale i suoi amici avevano l'appuntamento. Sceso dall'automobile raggiunge il posto e osserva i suoi compagni partire alla volta di Cortina. Lorenzo inizia quindi a girovagare per Roma e dopo poco tempo riceve una telefonata da sua madre, che vuole ringraziare la madre di Alessia, la ragazza che aveva organizzato la gita. Il ragazzo nel panico inventa una scusa e si informa se la casa è vuota, quindi, stando attento al custode del palazzo, riesce a sgattaiolare in cantina.
Lì Lorenzo trova scatolette di cibo e bevande, oltre a ciò dei libri da leggere, dei fumetti e la sua PlayStation. Con varie scuse ed espedienti riesce a gestire la madre al telefono, ma dopo qualche ora di permanenza riceve un'inaspettata telefonata da parte della sua sorellastra Olivia, figlia di suo padre avuta da un precedente matrimonio e più grande di nove anni, che aveva incontrato pochissime volte nell'infanzia, e che quasi non conosceva. Olivia si informa se casa sua è in quel momento libera. Poco dopo si dirige proprio in cantina per cercare uno scatolone dentro cui aveva nascosto dei soldi che adesso non ci sono più. L'indomani, Lorenzo ritrova Olivia che inizia a star male, vittima di una crisi d'astinenza da eroina, così decide pur controvoglia di farla rimanere per la notte. La ragazza presto gli chiede dei sonniferi per dormire, così Lorenzo li va a prendere nella borsa della nonna ricoverata in ospedale morente.
Ritornato in cantina, trova Olivia per terra quasi morta e la avvolge in una coperta. La ragazza, che nel frattempo frugando tra gli scatoloni riposti nella cantina aveva trovato dei sonniferi, dorme per giorni interi e alla fine si riprende. Inizialmente il rapporto tra i due è burrascoso, con Lorenzo che non accetta questa irruzione da parte della sorella, e lei che non vuole interferenze di lui nei suoi problemi. Ma pian piano questa vicenda li unisce, e nella complicità che segue, Lorenzo arriva a capire molto di se stesso, mentre anche Olivia riscopre un rapporto umano. Mangiano insieme, si abbracciano e si confidano.
Il soggiorno di Lorenzo nella cantina arriva al termine, così i due si salutano e promettono reciprocamente di rimanere in contatto, con Olivia promette anche di disintossicarsi. Le due promesse non vengono mantenute e dieci anni dopo Lorenzo è a Cividale del Friuli in una stanza davanti ad un tavolo dove giace il corpo immobile della sorellastra: è infatti morta il 9 gennaio 2010 per overdose in un bar del comune friulano.

## Personaggi
Lorenzo CuniQuattordicenne, introverso, il protagonista della storia che facendo credere alla famiglia di essere partito in settimana bianca con degli amici, si rifugia invece nella cantina del suo palazzo.
Olivia CuniLa sorellastra di Lorenzo, tossicodipendente, si rifugia anche lei nella cantina per disintossicarsi dall'eroina. Dieci anni dopo muore per overdose.
FranchinoIl portiere del palazzo di Lorenzo, soprannominato dal ragazzo Cercopiteco.
La madre di LorenzoSi chiama Arianna, è apprensiva e preoccupata per il carattere introverso e schivo del figlio.
Nonna LauraLa nonna di Lorenzo, con il nipote ha un rapporto di complicità e di forte affetto. Giace morente in ospedale a causa di un tumore allo stomaco.

## Edizioni
- Niccolò Ammaniti, Io e te, Stile Libero Big, Einaudi, 2010,  p. 117, ISBN 978-88-06-20680-2.